# کریستوفر (فیلم)
کریستوفر (انگلیسی: Christopher) یک فیلم اکشن انتقام‌جویانه مالایالم زبان، محصول سال ۲۰۲۳ هند است که فیلمنامه آن را اودایکریشنا نوشته و کارگردانی فیلم را بی. اونیکریشنان بر عهده داشته‌است. بازیگران اصلی فیلم را گروه بازیگر مموتی، وینای رای، آر.ساراتکومار، سنها، امالا پال، آیشواریا لکشمی، آدیتی راوی، شاین تام چاکو، دیپاک پارامبول و صدیق تشکیل داده‌اند. فیلم در روز ۹ فوریه ۲۰۲۳ اکران شد و نقدهای متفاوتی را که تا حدی منفی بود از منتقدان دریافت کرد، که میزان فروش متوسطی را برای آن به همراه داشت.

## پیوند بیرونی
- کریستوفر در بانک اطلاعات اینترنتی فیلم‌ها (IMDb)